# 境川信号場
境川信号場（さかいがわしんごうじょう）は、かつて大阪府大阪市港区南市岡2丁目にあった、西日本旅客鉄道（JR西日本）・日本貨物鉄道（JR貨物）の信号場である。
大阪環状線の弁天町駅 - 大正駅間（大阪駅起点・環状線内回り経由の営業キロで6.2 kmの地点）にあり、同線の本線（旅客線）と貨物支線（大阪臨港線）の分岐点であった。跡地には内回り・外回りの線路の間に、貨物支線の跡地である空き地が残存する。

## 歴史
- 1961年（昭和36年）4月25日：日本国有鉄道（国鉄）の西九条駅 - 大正駅 - 天王寺駅間が開業し、大阪環状線が全線開通。今宮駅 - 浪速駅 - 大阪港駅間および浪速駅 - 大阪東港駅間はそれまで関西本線の貨物支線であったが、同日をもって大阪環状線に編入され、起点も今宮駅から大正駅に変更された[2]。同時に、本線（旅客線）と貨物支線（大阪臨港線）の分岐点として、弁天町駅 - 大正駅間に境川信号場を新設[1][2]。
- 1984年（昭和59年）2月1日：大阪環状線貨物支線（大阪臨港線）の浪速駅 - 大阪港駅間、浪速駅 - 大阪東港駅間が廃止[3]。
- 1987年（昭和62年）4月1日：国鉄分割民営化に伴い、大阪環状線は本線を西日本旅客鉄道（JR西日本）[1]、貨物支線（大阪臨港線）を日本貨物鉄道（JR貨物）がそれぞれ第一種鉄道事業者として承継し[2]、JR貨物が本線の新今宮駅 - 境川信号場間の第二種鉄道事業者となる。貨物支線（大阪臨港線）の起点を大正駅から境川信号場に変更[2]。
- 2004年（平成16年）11月9日：貨物支線（大阪臨港線）の境川信号場 - 浪速駅間の運行が休止[4]。
- 2006年（平成18年）4月1日：貨物支線（大阪臨港線）の境川信号場 - 浪速駅間が廃止。JR貨物の新今宮駅 - 境川信号場間の第二種鉄道事業が廃止。
- 2007年（平成19年）5月20日：境川信号場が廃止。

## 隣の駅
西日本旅客鉄道（JR西日本）
大阪環状線本線
弁天町駅 - 境川信号場 - 大正駅
日本貨物鉄道（JR貨物）
大阪環状線貨物支線（大阪臨港線）
境川信号場 - 浪速駅